# 萬方慶
萬方慶，號虛公，直隸霸州（今霸州市）人，清初政治人物。

## 生平
萬方慶為順治四年（1647年）丁亥科進士。順治六年（1649年），任江南省寧國府推官。